# Seznam tunelů na Faerských ostrovech

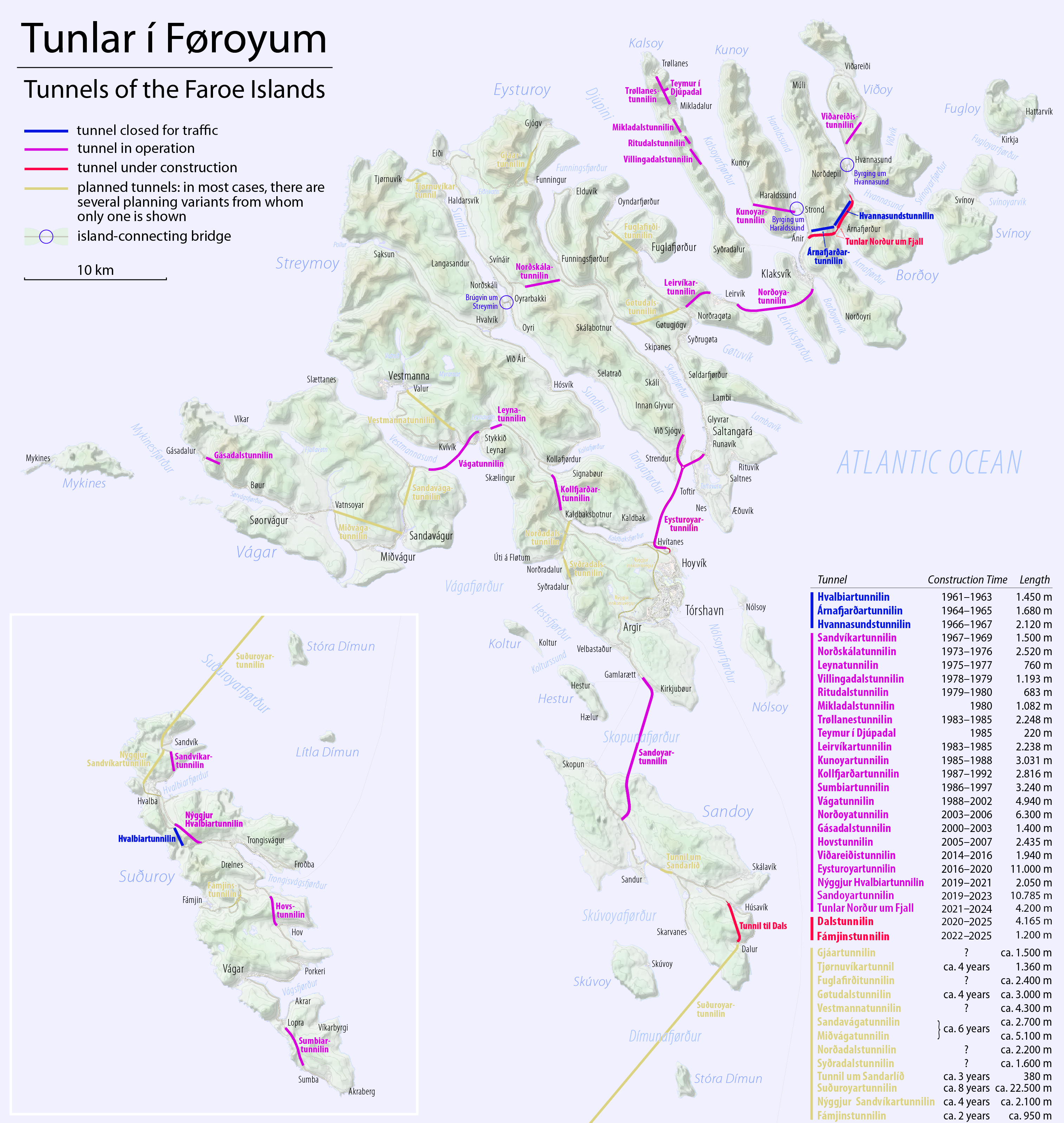
Mapa tunelů na Faerských ostrovech (2016)

Toto je seznam silničních tunelů na Faerských ostrovech. Všechny tunely na Faerských ostrovech slouží k silniční dopravě; železnice na ostrovech není zavedena. Kromě tunelů vedou silnice mezi ostrovy také po mostech nebo násypech.

## Tunely na Faerských ostrovech
| Název                 | Rok zprovoznění | Délka (m) | Trasa                                       | Ostrov            | Poznámka           |
| --------------------- | --------------- | --------- | ------------------------------------------- | ----------------- | ------------------ |
| Hvalbiartunnilin      | 1963            | 1450      | Hvalba–Trongisvágur                         | Suðuroy           |                    |
| Árnafjarðartunnilin   | 1965            | 1680      | Ánir–Klaksvík–Árnafjørður                   | Borðoy            |                    |
| Hvannasundstunnilin   | 1967            | 2120      | Árnafjørður – Hvannasund / Norðdepil        | Borðoy            |                    |
| Sandvíkartunnilin     | 1969            | 1500      | Sandvík–Hvalba                              | Suðuroy           |                    |
| Norðskálatunnilin     | 1976            | 2520      | Norðskáli – Millum Fjarða                   | Eysturoy          |                    |
| Leynartunnilin        | 1977            | 760       | Leynar–Kollfjarðardalur                     | Streymoy          |                    |
| Villingardalstunnilin | 1979            | 1193      | Trøllanes / Mikladalur / Húsar – Djúpidalur | Kalsoy            |                    |
| Ritudalstunnilin      | 1980            | 683       | Trøllanes / Mikladalur / Húsar – Djúpidalur | Kalsoy            |                    |
| Mikladalstunnilin     | 1980            | 1082      | Trøllanes / Mikladalur / Húsar – Djúpidalur | Kalsoy            |                    |
| Trøllanestunnilin     | 1985            | 2248      | Trøllanes / Mikladalur / Húsar – Djúpidalur | Kalsoy            |                    |
| Teymur í Djúpadal     | 1979–1985       | 220       | Trøllanes / Mikladalur / Húsar – Djúpidalur | Kalsoy            |                    |
| Leirvíkartunnilin     | 1985            | 2238      | Leirvík–Gøta                                | Eysturoy          |                    |
| Kunoyartunnilin       | 1988            | 3031      | Kunoy–Haraldssun                            | Kunoy             |                    |
| Kollfjarðartunnilin   | 1992            | 2816      | Kollafjørður–Kaldbaksbotnur                 | Streymoy          |                    |
| Sumbiartunnilin       | 1997            | 3240      | Sumba–Lopra                                 | Suðuroy           |                    |
| Vágatunnilin          | 2002            | 4940      | Leynar–Fútaklett                            | Streymoy / Vágar  | průjezd zpoplatněn |
| Gásadalstunnilin      | 2006            | 1445      | Gásadalur–Bøur                              | Vágar             |                    |
| Norðoyatunnilin       | 2006            | 6186      | Klaksvík–Leirvík                            | Eysturoy / Borðoy | průjezd zpoplatněn |
| Hovstunnilin          | 2007            | 2435      | Øravík–Hov                                  | Suðuroy           |                    |
| Viðareiðistunnilin    | 2016            | 1939      | Viðareiði–Hvannasund                        | Viðoy             |                    |
| Eysturoyartunnilin    | 2020            | 11238     | Runavík–Strendur–Tórshavn                   | Eysturoy–Streymoy | podmořský tunel    |